# Murdoch Macdonald
Sir Murdoch Macdonald  (* 6. Mai 1866 in Inverness; † 24. April 1957) war ein britischer Wasserbauingenieur. Von 1922 bis 1950 war er Abgeordneter im britischen Unterhaus.

## Leben
Nach dem Abschluss seines Studiums im Jahr 1890 begann er 1898 in Britisch-Ägypten zu arbeiten. Er war an der Erhöhung der ersten Assuan-Staumauer beteiligt. Am 22. Juni 1914 wurde er als Knight Commander des Order of St Michael and St George geadelt. 1927 gründete er die Beratungsgesellschaft Sir M MacDonald & Partners. Mit dieser plante er jahrzehntelang Bewässerungssysteme in Ägypten und dem Sudan.
Von 1922 bis 1950 war er als Abgeordneter für Inverness Mitglied des britischen House of Commons.

## Planungen
- Sannar-Damm (1914–25)
- Jebel-Aulia-Damm (1933–37)
- Delta Barrages
- North of Scotland Hydro-Electric Board[2]